# 요비크
더 나은 헝가리를 위한 운동(헝가리어: Jobbik Magyarországért Mozgalom 요비크 머저르오르사게르트 모즈걸롬[*])은 헝가리의 정당이다. 간단히 요비크(헝가리어: Jobbik)라고 부른다. 현재는 페테르 여커브가 당 대표를 맡고 있다. 헝가리 의회에서는 전체 의석 199석 가운데 10석, 유럽 의회에서는 헝가리에 배정된 전체 의석 21석 가운데 1석을 차지하고 있다.
과거 네오나치 등 정치극단주의 운동과 연계된 극우 정당으로 여겨졌으나 2015년 이후 당이 스스로를 '온건 보수'로 재정의하며 친유럽주의적인 중도우파 정당으로 탈바꿈하였다. 당헌에 따르면 당의 정체성인 보수주의와 기독교 윤리의 원칙은 관철하고 있다.

## 역사
2002년에 우익청년회를 설립해 2003년 10월 24일에 창당되었다. 당명인 요비크(Jobbik)는 헝가리어에서 jobb의 비교형으로, '더 나은 쪽' 또는 '더 오른쪽'이라는 의미를 가진다. 2006년에 헝가리의 극우 정당인 헝가리 정의와 삶의 당과 단일화해 총선에 출마했으나 지역구와 비례대표를 합해 3% 득표율로 낙선되었다. 2009년 유럽 의회 선거에서 14.8%의 득표율을 기록해 제3당이 되었고 2010년 총선에서 반유대주의 선거를 내걸면서 16.7%를 획득해 헝가리의 제3당이 되었다. 2014년 총선에서 20.2%의 득표율을 기록했다.
2014년 들어서는 새로운 당론을 채택함에 따라 기존의 극우 노선을 버리고 중도우파 노선으로 전환하기로 결정했으며, 2018년 헝가리 총선을 앞두고 하누카 카드를 보내거나 집시에 대한 용서를 구하는 등 과거의 잘못을 반성하는 행보를 보이고 있다. 또 보너 대표는 전략이 아닌 100%의 신념과 편을 나누는 종족주의가 파괴적인 것임을 잘 알고 있다고 밝혔다.
2018년 총선 결과 26석으로 3석을 흭득하긴 했지만 여전히 여당에 못 미치는 성적을 받았고, 선거 이후 치러진 당대표 선거에서 슈네이데르 터마시의 당선으로 마무리되었으나, 강경파로 분류된 토로츠커이 라슬로는 탈당하여 우리 집 운동을 창당하게 된다. 2020년에는 페테르 여커브 취임 이후에도 당의 좌경화가 지속되었고, 2022년 총선을 앞두고는 사회당, 민주연합 등 다수의 야당과 함께 헝가리를 위한 연합을 구성하여 여당(피데스-기독교민주인민당)에 맞서기로 결정한다.
그러나 야권연대가 8석을 잃어 참패하고, 요비크는 이전 선거에 비해 크게 줄은 10석으로 마무리되었다.

## 역대 당 대표
| #   | 대표              | 기간                  | 비고 |
| --- | ----------------- | --------------------- | ---- |
| 1대 | 다비드 코바크스   | 2003년부터 2006년까지 |      |
| 2대 | 보너 가보르       | 2006년부터 2018년까지 |      |
| 3대 | 슈네이데르 터마시 | 2018년부터 2020년까지 |      |
| 4대 | 페테르 여커브     | 2020년부터 현재까지   |      |

## 역대 선거결과

### 헝가리 의회
| 연도   | 득표수    | 득표율      | 의석 수  | 의석 수 변동 | 집권 여부 |           |
| ------ | --------- | ----------- | -------- | ------------ | --------- | --------- |
| 2006년 | 119,007   | 2.2% (#5)   | 0 / 386  | 보합         | 집권 여부 | 원외 정당 |
| 2010년 | 2,706,292 | 16.67% (#3) | 47 / 386 | 47           | 야당      |           |
| 2014년 | 2,264,486 | 20.22% (#3) | 23 / 199 | 24           | 야당      |           |
| 2018년 | 1,007,084 | 19.54% (#2) | 26 / 199 | 3            | 야당      |           |

### 유럽 의회
| 년도   | 합계    | 득표율 | 의석   | 의석 수 변동 | 순위 |
| ------ | ------- | ------ | ------ | ------------ | ---- |
| 2009년 | 427,773 | 14.77% | 3 / 22 | 보합         | #3   |
| 2014년 | 340,287 | 14.67% | 3 / 21 | 보합         | #2   |